# 内蒙古女娄菜
内蒙古女娄菜（学名：Silene orientalimongolica）是石竹科蝇子草属的植物。分布于俄罗斯以及中国大陆的内蒙古等地，常生长在草原低湿草甸和撂荒地，目前尚未由人工引种栽培。

## 异名
- Melandrium orientalimongolicum (Ju. Kozhevn.) Y. Z. Zhao